# Nationalbibliothek El Salvadors

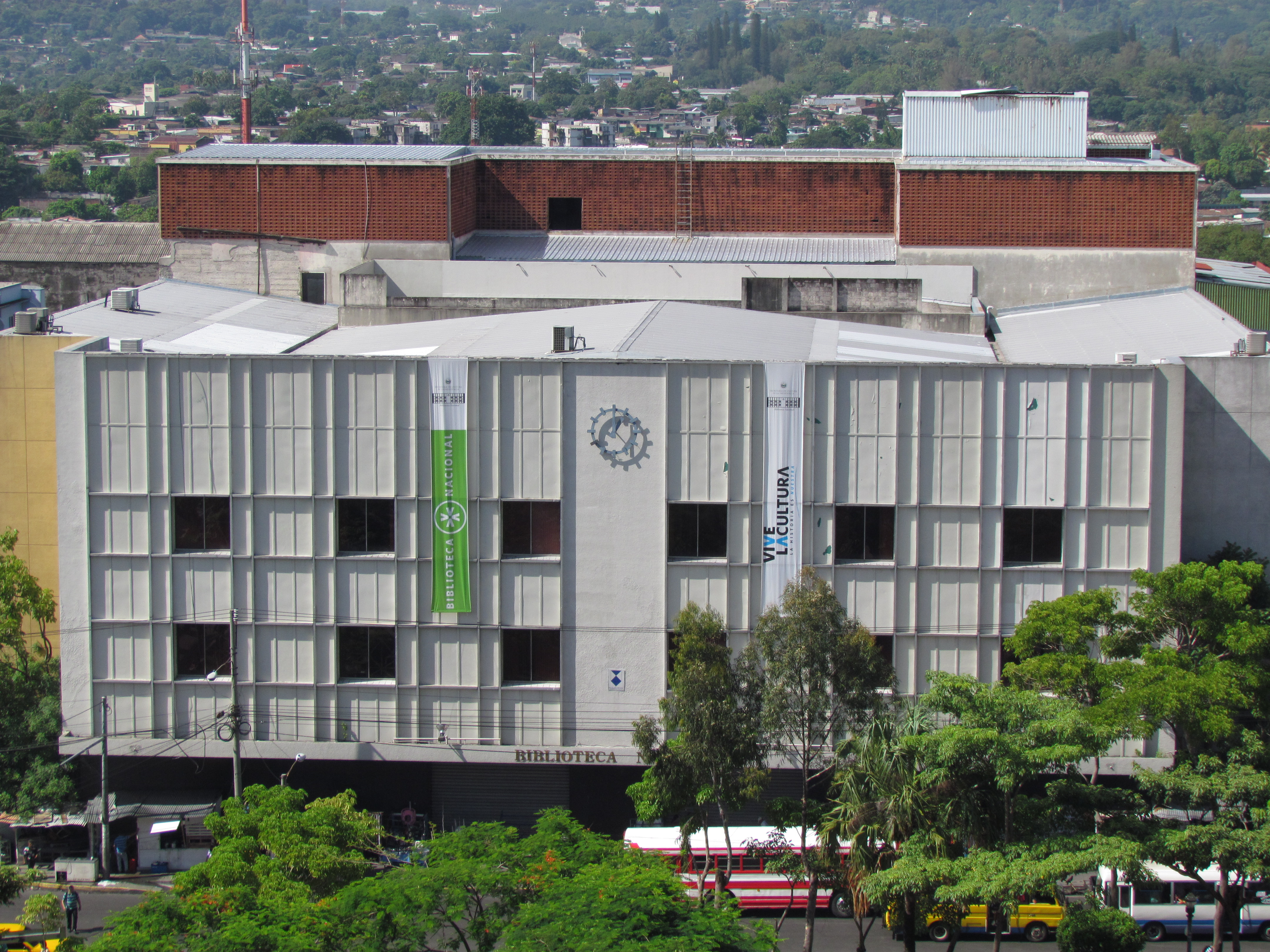
Ehemaliger Standort der Nationalbibliothek El Salvadors

Die Biblioteca Nacional Francisco Gavidia (vormals Biblioteca Nacional de El Salvador) ist die Nationalbibliothek El Salvadors. Sie befindet ist in der Hauptstadt San Salvador.

## Geschichte
Die Bibliothek wurde während der Amtszeit von Präsident Francisco Dueñas am 5. Juli 1870 gegründet. Das erste Gebäude befand sich auf dem Gelände der Universidad de El Salvador.
Anfang 1959 wurde ein neues Gebäude mit neun Etagen errichtet. Der 1963 fertiggestellte Neubau wurde am 16. Januar 1964 eröffnet. Am 10. Oktober 1986 wurde in Folge des Erdbebens das Gebäude der Bibliothek zerstört. Die Nationalbibliothek bezog daraufhin 1994 das ehemalige Verwaltungsgebäude der Banco Hipotecario an der Südseite der Plaza Gerardo Barrios.
2002 wurde die Nationalbibliothek zu Ehren des 1955 verstorbenen Schriftsteller und Historiker in Biblioteca Nacional Francisco Gavidia umbenannt. Der gegenwärtige Direktor ist der bekannte  Schriftsteller Manlio Argueta.

## Bestand
- Colección Iberoamericana
- Colección Lambruschini, die Sammlung des Kardinals Lambruschini (1776–1854) besteht aus mehr als 6.000 Büchern und Schriftstücken die zwischen 1500 und 1800 in Französisch, Italienisch, Spanisch und Latein von Lambruschini gesammelt wurden.
- Colección general de los libros antiguos.
- Hemeroteca Nacional – Sección de periódicos (Zeitungen)
- Hemeroteca Nacional – Sección de revistas (Zeitschriften, Magazine)
- Hemeroteca Internacional
- Departamentos de medios visuales (Mikrofilm)
- Colección Nacional
- Disertaciones y tesis
- Colección de Referencias (Lexikon, Wörterbücher, Datensammlungen)
- Coleción Internacional
- Coleción Braille (Blindenschriftwerke)

Die Nationalbibliothek unterhält auch einen Fuhrpark von Fahrbibliotheken.